# Давид I Безземельный
Давид I Безземельный (арм. Դավիթ Ա Անհողին, дата рожд. неизв. — ум. ок. 1048 год) — второй царь Ташир-Дзорагетского царства в 989—1048 годах. Из династии Кюрикидов, младшей ветви армянской царской династии Багратидов. Прозвище Безземельный относится к временной потере своих земель, которые он понес после поражения от короля Ани.

## Биография

### Происхождение
Давид был сыном основателя Ташир-Дзорагетского царства и династии Кюрикидов — Гургена I. Внук царя Армении Ашота III Милостивого из династии Багратидов и двоюродный брат последнего царя Анийского царства Гагика II.

### Правление

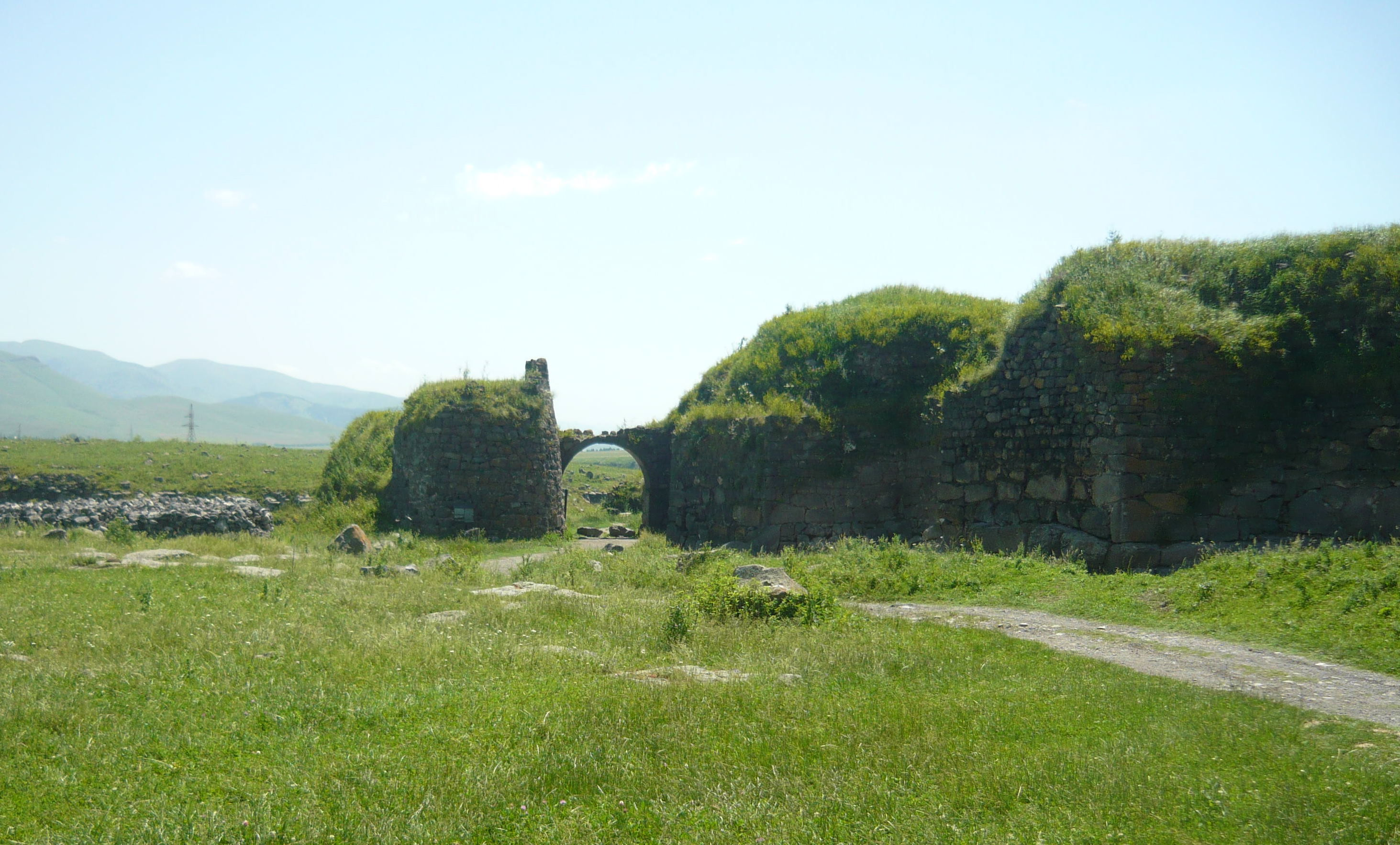
Руины крепости Лори построенной Давидом

Унаследовал трон от отца, Гургена I, в 989 году.
Давид построил город-крепость Лори (Лорэ), ставшей с 1065 года столицей Ташир-Дзорагетского царства а также другие оборонительные сооружения. Подавил восстание князя области Гаг, Дмитрия (Деметре). При Давиде царство достигло наивысшего расцвета, он расширил территорию страны за счет экспансий в соседние государства (Тифлисский и Гянджинский эмираты). В частности он отнял у Тифлисского эмира город Дманик (Дманиси) и навязал на последнего свой сюзеренитет.
В 1001 году, пользуясь военной мощью своего царства, Давид с целью добиться полной независимости Ташир-Дзорагета от Анийских царей восстал против царя (шахиншаха) Гагика I Багратуни, однако потерпев тяжелое поражение он потерял почти все свои владения за что был прозван «Безземельным».
Только после признания верховенства власти царя Гагикa Багратуни ему удалось вернуть свой трон.
Давид самостоятельно вел войны против угрожающих северным провинциям Армении мусульманских эмиров. В 1030 году помог грузинo-абхазскому царю Баграту IV в его походе против Гандзакского эмира Фадла.
В 1040 году с помощью царя Армении Ованеса-Смбата, царя Сюника и Баграта IV разбил вторгнувшиеся в царство войска Двинского эмира Абу-л-Асвара.
Давид Безземельный, после смерти царя Ованеса-Смбата, дважды в 1041 и 1042 годах безуспешно пытался захватить столицу Армении — Ани и занять единый трон Армянского царства принадлежащий старшим Багратидам.
После пленения в Константинополе царя Гагика II, последнего царя Армении из старшей ветви Багратидов, жители Ани хотели сдать город под власть Давида однако эти планы так и не сбылись.
Давид умер в 1048 году, его преемником стал сын, Гурген (Кюрике) II.

## Семья
Был женат на сестре Кахетинского царя Квирике III, Зоракерцель. Имел пятерых детей: четырёх сыновей и одну дочь.

### Дети
Сыновья
- Гурген (Кюрике) II († 1089) — царь Ташир-Дзорагета
- Гагик — Царь Кахетии и Эрети
- Смбат — был женат на дочери грузинского царя Георгия I
- Адарнасе

Дочь
- Рануш